# 论经济工作人员的任务
《论经济工作人员的任务》（О задачах хозяйственников）是1931年2月4日，苏联领导人斯大林在"第一届全联盟社会主义工业工作人员大会"上发表的一篇演说，其中主要涉及到“落后就要挨打”及“技术决定一切”两个话题。演说中还提到了“没有布尔什维克攻不下的堡垒”。

## 背景
全联盟社会主义工业工作人员第一次代表大会于1931年1月30日至2月4日在苏联莫斯科召开，有728名代表参加。1月30日，由苏联最高经济会议主席奥尔忠尼启则主持开幕，他发表演说，一方面试图维护在产生数量目标上的要求，一方面号召控制成本，以工厂对工厂合同关系的形式获取额外的资源以补充集中式的分配，要求管理者为财政状况和产品质量负责，此外他还维护了曾遭遇迫害的“资产阶级”专家。2月3日，由新任人民委员会主席莫洛托夫发表演说。:73

## 斯大林演说
2月4日大会最后一天，斯大林发表演说，涉及两个方面。

### 落后就要挨打
人们有时问：不能稍微放慢速度，延缓进展吗？不，不能，同志们！决不能减低速度！恰恰相反，必须竭力和尽可能加快速度。我们对苏联工人和农民所负的义务要求我们这样做。我们对全世界工人阶级所负的义务要求我们这样做。
延缓速度就是落后。而落后者是要挨打的。但是我们不愿意挨打。不，我们绝对不愿意！旧俄历史的特征之一就是它因为落后而不断挨打。蒙古的可汗打过它。土耳其的别克打过它。瑞典的封建主打过它。波兰和立陶宛的地主打过它。英国和法国的资本家打过它。日本的贵族打过它。大家都打过它，就是因为它落后。因为它的军事落后，文化落后，国家制度落后，工业落后，农业落后。大家都打它，因为这既可获利，又不会受到惩罚。你们记得革命前的一位诗人的话吧：“俄罗斯母亲呵！你又贫穷又富饶，你又强大又软弱。”这些先生把旧日诗人的这句话背得很熟。他们一面打，一面说：“你富饶”，那就可以靠你发财。他们一面打，一面说：“你贫穷，软弱”，那就可以打你抢你而不受到惩罚。打落后者，打弱者，——这已经成了剥削者的规律。这就是资本主义弱肉强食的规律。你落后，你软弱，那你就是无理，于是也就可以打你，奴役你。你强大，那你就是有理，于是就得小心对待你。

正因为如此，我们再也不能落后了。

### 技术决定一切
我们至多在十年内就应当跑完我们落后于先进资本主义国家的距离。我们有一切“客观的”可能性来做到这一点。所缺乏的只是真正利用这些可能性的本领。而这是取决于我们自己的。并且仅仅是取决于我们自己的！已经是我们学会利用这些可能性的时候了。已经是抛弃那种不干预生产的陈腐方针的时候了。已经是领会另一个方针，即适合于目前时期的要干预一切的新方针的时候了。如果你是厂长，你就要干预一切事务，就要熟悉一切，什么都不要忽略过去，就要学习再学习。布尔什维克应当掌握技术。已经是布尔什维克自己成为专家的时候了。在改造时期，技术决定一切。一个经济工作人员竟不愿意研究技术，不愿意掌握技术，——这是笑话，这就不成其为经济工作人员了。

有人说，掌握技术是困难的。不对！没有布尔什维克攻不下的堡垒。我们已经解决了许多极困难的任务。我们推翻了资本主义。我们取得了政权。我们建立了规模极大的社会主义工业。我们把中农引上了社会主义道路。建设方面最重要的事情我们已经做到了。剩下的已经不多，这就是钻研技术，掌握科学。当我们做到这一点的时候，我们就会有甚至我们现在不敢梦想的速度